# Pompa tłokowa

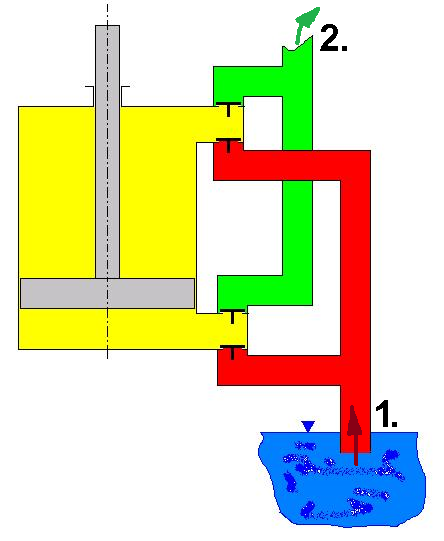
Schemat działania pompy tłokowej dwustronnego działania. 1. zasysanie cieczy; 2. wypływ cieczy

Pompa tłokowa – rodzaj pompy wyporowej, w której elementem zmieniającym objętość komory pompy jest tłok poruszający się ruchem posuwisto zwrotnym w cylindrze. 

## Budowa i zasada działania

Schemat działania pompy tłokowej jednostronnej

Typowa pompa tłokowa jednostronnego działania składa się z komory (cylindra) (1), w której porusza się tłok (4) lub nurnik napędzany tłoczyskiem (5). Komora pompy jest oddzielona od części ssawnej samoczynnym zaworem (zawór ssawny) (3) umożliwiającym przepływ płynu od części ssawnej do komory pompy, a blokującym przepływ w odwrotnym kierunku. Podobnie zawór tłoczny (2) umożliwia jednokierunkowy przepływ z komory pompy do części tłocznej. Tłok wykonuje ruchy posuwisto-zwrotne na przemian w lewo i w prawo (rysunek). Podczas ruchu w prawo (ruch ssawny), w komorze spada ciśnienie, co powoduje samoczynne zamknięcie zaworu tłocznego (2). Zmniejszenie w komorze ciśnienia otwiera równocześnie zawór ssawny (3) i umożliwia przepływ płynu do komory pompy. Podczas ruchu w lewo (ruch tłoczny), zawór ssawny (3) zamyka się, a otwiera się zawór tłoczny (2). Zawory mogą działać w sposób grawitacyjny (w konfiguracji, jak na rysunku) lub też mogą być wyposażone w mechanizm sprężynowy.

## Odmiany konstrukcyjne
W pompach dwustronnego działania tłok rozdziela komorę pompy na dwie części. Ruch tłoka zwiększający ciśnienie w jednej części, zmniejsza równocześnie ciśnienie w drugiej.
Konstruuje się pompy ze stacjonarnym zaworem tłocznym, podczas gdy zaworem ssawnym jest uszczelka zainstalowana na tłoku. Rozwiązanie to jest stosowane np. w ręcznych pompkach rowerowych i pompach w hydraulicznych układach hamulcowych. Ich wydajność jest niewielka.
Podobne konstrukcje z jednym zaworem stosuje się do pomp podnoszących ciecze na niewielkie wysokości np. pompy zęzowe.

## Wady i zalety
Zalety:
- lepsze wykorzystanie energii - duża możliwość zmian obciążeń,
- możliwość tłoczenia cieczy o bardzo dużej lepkości oraz cieczy lotnych i zawiesin ciała stałego,
- stała wydajność,
- nie wymaga zalewania.

Wady:
- wysokie koszty eksploatacyjne,
- niewielka wydajność.

## Zastosowania
Przed wynalezieniem pomp wirowych pompy tłokowe były głównym rodzajem pomp używanych w technice. 